# Hannes Agnarsson
Hannes Agnarsson (Tórshavn, 26 febbraio 1999) è un calciatore faroese, attaccante del B36 Tórshavn e della nazionale faroese.

## Statistiche

### Cronologia presenze e reti in nazionale
| Cronologia completa delle presenze e delle reti in nazionale ― Fær Øer | Cronologia completa delle presenze e delle reti in nazionale ― Fær Øer | Cronologia completa delle presenze e delle reti in nazionale ― Fær Øer | Cronologia completa delle presenze e delle reti in nazionale ― Fær Øer | Cronologia completa delle presenze e delle reti in nazionale ― Fær Øer | Cronologia completa delle presenze e delle reti in nazionale ― Fær Øer | Cronologia completa delle presenze e delle reti in nazionale ― Fær Øer | Cronologia completa delle presenze e delle reti in nazionale ― Fær Øer |
| Data                                                                   | Città                                                                  | In casa                                                                | Risultato                                                              | Ospiti                                                                 | Competizione                                                           | Reti                                                                   | Note                                                                   |
| ---------------------------------------------------------------------- | ---------------------------------------------------------------------- | ---------------------------------------------------------------------- | ---------------------------------------------------------------------- | ---------------------------------------------------------------------- | ---------------------------------------------------------------------- | ---------------------------------------------------------------------- | ---------------------------------------------------------------------- |
| 9-10-2021                                                              | Tórshavn                                                               | Fær Øer                                                                | 0 – 2                                                                  | Austria                                                                | Qual. Mondiali 2022                                                    | -                                                                      | 68’                                                                    |
| 4-6-2022                                                               | Istanbul                                                               | Turchia                                                                | 4 – 0                                                                  | Fær Øer                                                                | UEFA Nations League 2022-2023 - 1º turno                               | -                                                                      | 53’                                                                    |
| 7-6-2022                                                               | Tórshavn                                                               | Fær Øer                                                                | 0 – 1                                                                  | Lussemburgo                                                            | UEFA Nations League 2022-2023 - 1º turno                               | -                                                                      | 78’                                                                    |
| 17-6-2023                                                              | Tórshavn                                                               | Fær Øer                                                                | 0 – 3                                                                  | Rep. Ceca                                                              | Qual. Euro 2024                                                        | -                                                                      | 83’                                                                    |
| 10-9-2023                                                              | Tórshavn                                                               | Fær Øer                                                                | 0 – 1                                                                  | Moldavia                                                               | Qual. Euro 2024                                                        | -                                                                      | 64’                                                                    |
| 22-3-2024                                                              | Tórshavn                                                               | Fær Øer                                                                | 4 – 0                                                                  | Liechtenstein                                                          | Amichevole                                                             | -                                                                      | 75’                                                                    |
| 26-3-2024                                                              | Brøndbyvester                                                          | Danimarca                                                              | 2 – 0                                                                  | Fær Øer                                                                | Amichevole                                                             | -                                                                      | 70’                                                                    |
| 10-10-2024                                                             | Tórshavn                                                               | Fær Øer                                                                | 2 – 2                                                                  | Armenia                                                                | UEFA Nations League 2024-2025 - 1º turno                               | -                                                                      | 62’                                                                    |
| 13-10-2024                                                             | Tórshavn                                                               | Fær Øer                                                                | 1 – 1                                                                  | Lettonia                                                               | UEFA Nations League 2024-2025 - 1º turno                               | -                                                                      | 57’                                                                    |
| Totale                                                                 |                                                                        | Presenze                                                               | 9                                                                      |                                                                        | Reti                                                                   | 0                                                                      |                                                                        |

## Palmarès

### Club

#### Competizioni nazionali
- Coppa delle Fær Øer: 2

B36 Tórshavn: 2018, 2021